# Conversatiestuk

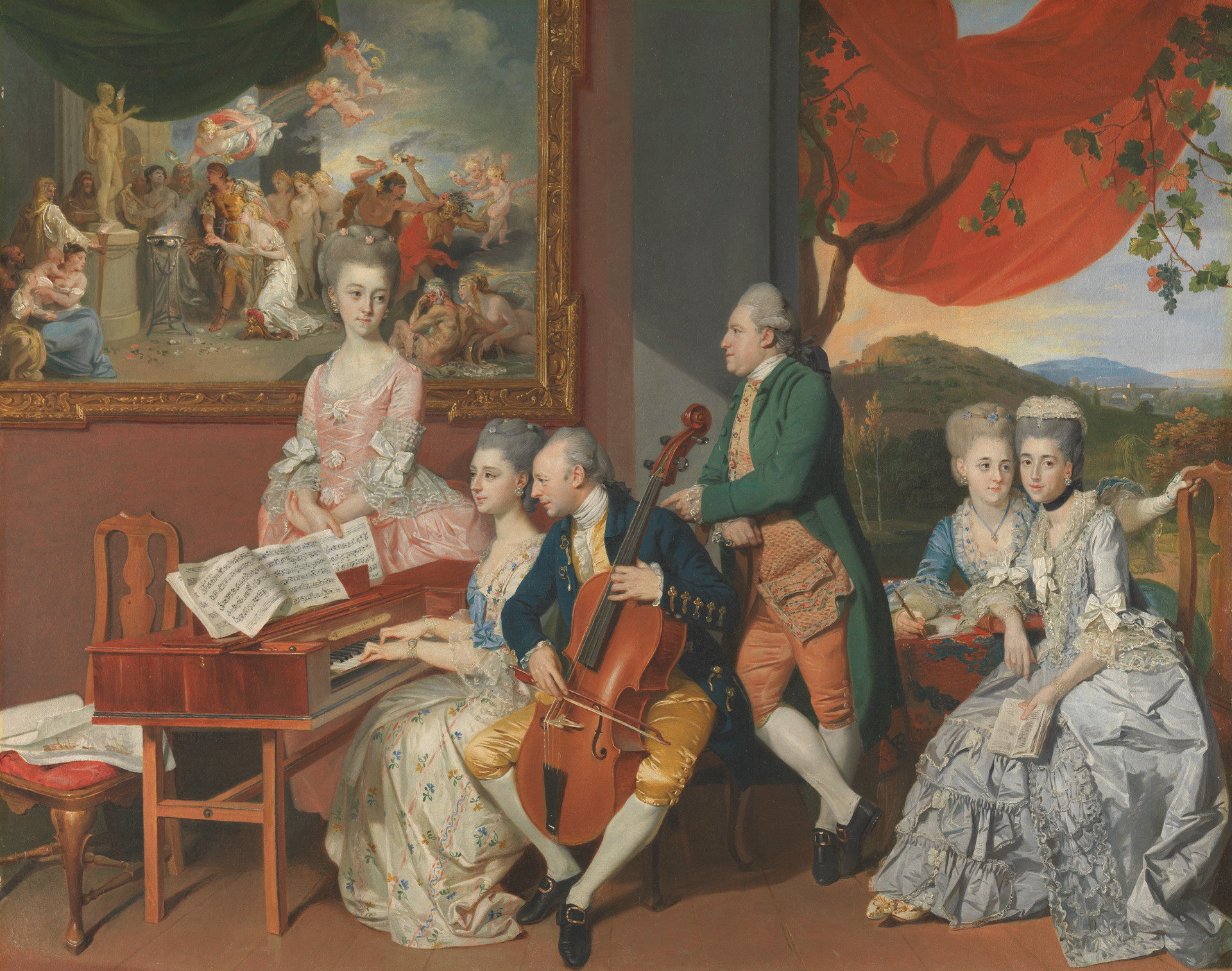
The Gore Family, Johann Zoffany, ca. 1775

Een conversatiestuk (of 'babbelstuk'; ook de Engelse term conversation piece wordt veel gehanteerd) in de schilderkunst is een informeel groepsportret, weergegeven in een huiskamer of een tuin, waarop de geportretteerden met elkaar in gesprek zijn of zich anderszins met elkaar onderhouden. De afgebeelde personen zijn vaak familieleden, al of niet vergezeld van vrienden, die zich aangenaam met elkaar bezighouden rond een tafel, aan een maaltijd, bij een huisconcert of tijdens de jacht.
Het genre was vooral populair in Groot-Brittannië in de 18e eeuw, hoewel het mogelijk zijn oorsprong vond in de zeventiende-eeuwse Nederlandse schilderkunst en in zekere zin vergelijkbaar is met het genrestuk.
De term is ontleend aan de sacra conversazione, een compositievorm waarin de Madonna met kind in het gezelschap van twee of meer heiligen is geplaatst en met hen lijkt te praten.